# 바람부는 날이면 압구정동에 가야한다 (사운드트랙)
《바람부는 날이면 압구정동에 가야한다 (OST)》는 대한민국의 영화 배우 최민수, 엄정화 등이 출연한 유하감독의 영화 《바람부는 날이면 압구정동에 가야한다》의 사운드트랙으로, 음악인이자 N.EX.T의 리드보컬인 신해철이 작곡과 프로듀서를 맡았다.
엄정화가 부른 〈눈동자〉가 큰 인기를 얻으며 그녀가 섹시스타로 발돋움하는 계기를 만들었다. 이후 채연이 보컬을 맡아 넥스트의 ReGame? 앨범에서 리메이크 되었고, 〈코메리칸 블루스〉는 넥스트의 3집에서, 〈설레이는 소년처럼〉은 〈Shy Boy〉라는 제목으로, 〈후회란 말은 내겐 없는 것〉은 〈Tonite〉이란 제목으로 Crom's Techno Works 앨범에서 리메이크 되었다.

## 수록곡
| #             | 제목                             | 작사·작곡     | 가수          | 재생 시간 |
| ------------- | -------------------------------- | ------------- | ------------- | --------- |
| 1.            | 〈코메리칸 블루스〉              | 신해철        | N.EX.T        | 4:25      |
| 2.            | 〈설레이는 소년처럼〉            | 신해철        | Tick Tock     | 3:49      |
| 3.            | 〈푸른 비닐우산을 펴면〉         |               | 신해철        | 4:07      |
| 4.            | 〈눈동자〉                       | 신해철        | 엄정화        | 4:27      |
| 5.            | 〈안녕이라 말하고〉 (Love Theme) |               | 이동규        | 4:31      |
| 6.            | 〈후회란 말은 내겐 없는 것〉     |               | 신해철        | 4:14      |
| 7.            | 〈City Riders〉 (연주곡)         |               | N.EX.T        | 4:27      |
| 8.            | 〈하나대 Theme〉 (연주곡)        |               | 연주: 정기송  | 3:23      |
| 총 재생 시간: | 총 재생 시간:                    | 총 재생 시간: | 총 재생 시간: | 33:23     |